# Снафф 102
«Снафф 102» — фільм аргентинського режисера Мар'яно Перальти. На фільмі стоїть попередження «не рекомендується».
У фільмі представлені сцени вбивств і насильства, зокрема проти жінок, в тому числі вагітних. Протягом усього фільму йде відео, що показує найогидніші форми наруги над жінками. Режисер Мар'яно Перальта на прем'єрі цього фільму «Снафф 102» був побитий обуреними глядачами.

## Сюжет
Молода журналістка робить репортаж про снафф. У новинах кажуть, що за останній час було скоєно багато вбивств жінок 20-35 років, в основному повій. Вона збирає факти з різних джерел і бере інтерв'ю у кінокритика, який досить детально розповідає їй про явище. Протягом усього фільму змінюються сцени насильства (кольорові) та передісторії (чорно-білі). У кольорових сценах вбивця катує та вбиває жінок з особливою жорстокістю. У чорно-білих сценах показується, як ці жінки потрапили в цей кошмар. Одна з них вагітна наркоманка, інша — порноакторка, третя — сама журналістка.
На початку фільму показують сцени з катуванням та вбивством тварин і розповідають визначення снаффу, далі починається основний сюжет. Кінокритик ділиться своїми спостереженнями, які змушують задуматися. «Ви знаєте, скільки коштує купити дитину?» — говорить він — «Так, її можна купити, у неї є своя ціна… найцікавіше, що плівка, на якій цю дитину гвалтують, катують і вбивають, коштує набагато більше самої дитини». Основна думка фільму, вкладена в уста цього кінокритика, в тому, що порнографія — це по суті снафф, адже камера ніби розчленовує тіла, акцентуючи лише на окремі частини.
У кольорових сценах показують натуралістично зняті катування і вбивства. Вбивця вбиває по черзі жінок, знімає це на камеру і нумерує записи. Першій з них присвоєно номер 100, що говорить про те, що це далеко не перші його жертви. Тортури і вбивства вирізняються крайньою жорстокістю, відрізанням пальців, удушенням пакетом, засовуванням ножа, вибиванням зубів молотком.
Однак журналістці вдається вибратися. Після тривалої погоні вбивця наздоганяє її і готується ґвалтувати. Журналістка хапає камінь і кілька разів б'є вбивцю по голові, а потім забиває його його ж мачете.
Ближче до ночі журналістка виходить з лісу на дорогу, де її випадково підбирає машина швидкої допомоги.